# Goryphus trisulcatus
Goryphus trisulcatus là một loài tò vò trong họ Ichneumonidae.